# Zoilo Saldombide
Zolio Saldombide (Santa Lucía, 26 ottobre 1903 – 4 dicembre 1981) è stato un calciatore uruguaiano, di ruolo attaccante. Campione olimpico nel 1924 e Campione del Mondo con la Nazionale uruguaiana nel 1930.

## Caratteristiche tecniche
Giocava come ala, su entrambe le fasce; era dotato di una discreta velocità.

## Carriera
Giocò ed allenò il Montevideo Wanderers.
Con l'Uruguay fu campione olimpico ai Giochi di Parigi del 1924 e vinse la medaglia d'oro al primo Campionato mondiale di calcio del 1930, competizione in cui non scese mai in campo.

## Palmarès

### Nazionale
- Coppa America: 2

Uruguay 1924, Cile 1926
- Oro olimpico: 1

Parigi 1924
- Campionato mondiale: 1

Uruguay 1930